# Hogsmeade
Hogsmeade – w książkach J.K. Rowling magiczna wioska, położona w Szkocji niedaleko Hogwartu. W tym uniwersum, jako jedyna w całej Wielkiej Brytanii, zamieszkana była całkowicie przez osoby posiadające magiczne zdolności.
Uczniowie Hogwartu mogli odwiedzać wioskę podczas weekendów. Wstęp do niej mieli tylko ci, którzy posiadali formularz pozwolenia na jej odwiedzenie, podpisany przez ich rodzica lub opiekuna.

## Powstanie
Wioska Hogsmeade została założona po 982 roku przez Hengista z Woodcroft. Ten średniowieczny czarodziej postawił przed swoim tworem drewnianą tabliczkę przedstawiającą nazwę wioski i jej populację (Welcome to Hogsmeade, Population 1).
W późniejszym czasie Hengist został umieszczony na kartach dołączonych do Czekoladowych Żab, a jego portret zawisł w Hogwarcie.

## Występowanie
- Harry Potter i więzień Azkabanu (książka) (pierwsze wystąpienie)
- Harry Potter i więzień Azkabanu (film)
- Harry Potter i więzień Azkabanu (gra)
- Harry Potter i Czara Ognia (książka)
- Harry Potter i Zakon Feniksa (książka)
- Harry Potter i Zakon Feniksa (film)
- Harry Potter i Zakon Feniksa (gra)
- Harry Potter i Książę Półkrwi (książka)
- Harry Potter i Książę Półkrwi (film)
- Harry Potter i Książę Półkrwi (gra)
- Harry Potter i Insygnia Śmierci (książka)
- Harry Potter i Insygnia Śmierci: część druga (film)
- Harry Potter i Insygnia Śmierci: część druga (gra)
- Harry Potter i Przeklęte Dziecko
- Harry Potter i Przeklęte Dziecko (książka)
- Harry Potter: Wyskakująca Księga
- LEGO Harry Potter: Budowa Magicznego Świata
- LEGO Harry Potter: Postacie Magicznego Świata
- LEGO Harry Potter: Lata 1–4
- LEGO Harry Potter: Lata 5–7
- LEGO Dimensions
- Pottermore
- Harry Potter: The Character Vault (tylko wspomniane)
- Harry Potter: The Creature Vault (tylko wspomniane)

## Odniesienia w świecie realnym
Wioska Hogsmeade została wybudowana jako atrakcja turystyczna obszaru tematycznego The Wizarding World of Harry Potter na terenie parku rozrywki Universal's Islands of Adventure, znajdującego się na obrzeżach Orlando w stanie Floryda, budowa obszaru tematycznego zajęła 8 lat i kosztowała 265 mln USD. Kolejna tego typu inwestycja została ukończona w pobliżu Los Angeles 2016 roku - staranne odwzorowanie szczegółów z książek J.K. Rowling zabrało twórcom 5 lat.